# Zaitunia alexandri
Zaitunia alexandri är en spindelart som beskrevs av Brignoli 1982. Zaitunia alexandri ingår i släktet Zaitunia och familjen Filistatidae.
Artens utbredningsområde är Iran. Inga underarter finns listade i Catalogue of Life.